# Elisa Brune
Elisa Brune (Bruselas, 15 de julio de 1966-29 de noviembre de 2018) fue una escritora belga.

## Obras
- Fissures. París: L’Harmattan, 1996.
- Bruxelles : Ancrage, 2000.
- Petite révision du ciel. París: Ramsay, 1999.
- Blanche Cassé. París: Ramsay, 2000.